# Jorge Manrique

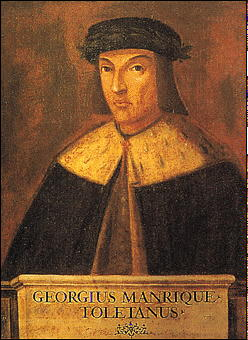
Portret (należący do kolekcji Lorenzana, namalowany w XVIII wieku, z tego powodu nie przedstawia prawdziwego wyglądu twórcy) Jorge Manrique, poeta i żołnierz w służbie Izabeli I Kastylijskiej

Jorge Manrique (ur. w Paredes de Nava, prowincja Palencia, 1440?, zm. w Santa María del Campo, Cuenca (prowincja), 1479) – poeta hiszpański. Jest autorem Strof na śmierć ojca (Coplas por la muerte de su padre), jednego z klasycznych tekstów literatury hiszpańskiej wszech czasów.

## Życiorys
Generalnie przypuszcza się, że urodził się w Paredes de Nava (prowincja Palencia), chociaż jest również możliwe, że przyszedł na świat w Segura de la Sierra (prowincja Jaén), siedzibie rodu Manrique i centrum posiadłości, którymi administrował jego ojciec Rodrigo Manrique. Także przyjmuje się, że urodził się pomiędzy drugą połową roku 1439 a pierwszą 1440, ale jedyne pewne jest, że nie urodził się przed 1432, kiedy zawarte zostało małżeństwo jego rodziców, ani po 1444, kiedy Rodrigo Manrique poprosił o dyspensę, aby ożenić się ponownie.
Ojciec, któremu Jorge poświęcił swój najważniejszy poemat, Rodrigo Manrique, hrabia Paredes de Nava, był wielkim mistrzem Zakonu Santiago (chociaż nigdy nie został oficjalnie nim uznany) i jednym z najpotężniejszych ludzi swoich czasów. Walczył zarówno przeciwko muzułmanom, jak i przeciwnikom politycznym – należał do stronnictwa przeciwstawiającego się Janowi II Kastylijskiemu i jego faworytowi Alvarowi de Luna. Próbował także swoich sił w poezji – zachowało się kilka jego utworów. W 1476 roku, mając siedemdziesiąt lat, zmarł na raka, który zniekształcił jego twarz. Matka, Mencía de Figueroa, zmarła kiedy Jorge Manrique był dzieckiem. Jego wuj, Gómez Manrique, był również wybitnym poetą i dramaturgiem, w rodzinie było mnóstwo wojskowych i pisarzy. Ród Manrique de Lara był jednym z najstarszych szlacheckich rodów Hiszpanii i posiadał niektóre z najważniejszych tytułów Kastylii, jak tytuły: książę Nájera, hrabia Treviño i markiz Aguilar de Campo, a także różne stanowiska kościelne.
Niewiele wiadomo na temat dzieciństwa Jorgego Manrique, które być może spędził w Segura de la Sierra, ani o młodości do 1465 roku, w którym pewien dokument po raz pierwszy o nim wspomina. Pewne jest natomiast, że brał czynny udział w działalności politycznej swego kastylijskiego rodu: jak jego liczni krewni, był zwolennikiem walki przeciw muzułmanom i uczestniczył również w walkach i intrygach, skierowanych przeciwko Henrykowi IV Bezsilnemu czy związanych z wstąpieniem na tron Królów Katolickich. Studiował nauki humanistyczne i ćwiczył się w rzemiośle żołnierskim. Ożenił się w 1470 z siostrą swojej macochy doñą Guiomar de Castañeda. W 1479 zginął oblegając zamek markiza de Villena, jednego z głównych przeciwników Izabeli Kastylijskiej.

## Twórczość
Jego twórczość poetycka nie jest bardzo obfita, liczy zaledwie 40 kompozycji. Przyjęło się dzielić ją na trzy grupy: poezja miłosna, satyryczna i doktrynalna. Są to w większości utwory satyryczne i miłosne o charakterze konwencjonalnej poezji dworskiej, pozostające nadal pod wpływem prowansalskiej pieśni. Tematyka erotyczna wyrażona jest w nich najczęściej za pomocą subtelnych alegorii, militarnych lub religijnych.
Bez wątpienia wśród jego utworów wyróżniają się poprzez połączenie tradycji i oryginalności Coplas por la muerte de su padre. W nich Jorge Manrique składa pośmiertny hołd swojemu ojcu, Rodrigo Manrique, wskazując go jako wzór bohaterstwa, cnót i spokoju przed śmiercią, a zarazem snuje rozważania nad nietrwałością ziemskich dóbr i ulotnością ludzkiego życia (motyw Ubi sunt). Doczesną egzystencję opisuje metaforami drogi ku wieczności oraz – w najczęściej przywoływanej strofie – jako rzekę dążącą do rozpłynięcia się w morzu śmierci. Charakterystyczne jest także stosowane przez niego metrum, tzw. strofa kulejąca (hiszp. copla de pie quebrado). Lope de Vega powiedział o Coplas, że «zasługiwały, na to, aby zostać zapisane złotymi literami».